# Utendorf
Utendorf è un comune di 429 abitanti della Turingia, in Germania.

## Landkreis
Utendorf appartiene al circondario (Landkreis) di Smalcalda-Meiningen (targa SM) ed è parte della comunità amministrativa (Verwaltungsgemeinschaft) di Dolmar-Salzbrücke.